# Leonhard Schmeiser
Leonhard Schmeiser (* 1. November 1957 in Graz) ist ein österreichischer Philosoph und Schriftsteller.

## Biographie
Leonhard Schmeiser studierte Philosophie und Pädagogik an den Universitäten Wien und Paris und unterrichtete am Institut für Philosophie der Universität Wien sowie am Institut für Kulturwissenschaften der Kunstuniversität Linz (Gastprofessur). Er war an diversen Forschungsprojekten beteiligt, etwa zur Bildlichkeit in den neuen Medien (Art&Tek Institute, Kunstuniversität Linz), zur Wissenschaftsgeschichte der frühen Neuzeit (Institut für Philosophie der Universität Wien) und zur Geschichte des Friedensbegriffs (Österreichisches Zentrum für Frieden und Konfliktlösung, Burg Schlaining), und absolvierte diverse Forschungsaufenthalte, etwa in Budapest (Visiting fellow am Collegium Budapest).
Schmeiser lebt als freischaffender Übersetzer und Schriftsteller im österreichischen Burgenland.

## Werk
Während seiner Universitätszeit forschte und unterrichtete Schmeiser vor allem zur Wissenschaftsgeschichte der frühen Neuzeit. Daraus gingen die Bücher Um Newton. Zur Rekonstruktion eines diskursiven Ereignisses (1999) und Die Erfindung der Zentralperspektive und die Entstehung der neuzeitlichen Wissenschaft (2002) hervor; dem zweiten Buch wurde „geradezu kontemplative Genauigkeit“ bescheinigt. Daneben beschäftigte er sich mit Fragen zu den Grundlagen von Kommunikation (Allgemeine Theorie der Mitteilung, 2001), wobei er sich zunehmend den performativen und materiellen Aspekten von Kommunikation zuwandte.
In Das Werk des Druckers (2003) über die 1499 bei Aldus Manutius erschienene Hypnerotomachia Poliphili (Der Traum-Liebeskampf des Poliphil) identifiziert Schmeiser, entgegen den bisher vertretenen Ansichten, den Drucker selbst als Autor. Diese Zuschreibung stützt er durch die Analyse von Fehlern und Nachlässigkeiten im Satz, auflagenimmanenten Varianten sowie Unstimmigkeiten in Bildern und im Zusammenspiel von Bild und Schrift, die er als „Lapsus und Symptome“ liest. „Schmeisers ‚intermediale‘ Lektüre,“ schreibt Walter Seitter, „erinnert [...] an Sigmund Freuds Traumdeutungsmethode, die sich ja selbst als Bilderschriftenträtselung bezeichnet“. Durch sein Insistieren auf der Realität von auf diese Weise herausgelesenen Taten vollziehe Schmeiser in diesem Buch allerdings eine „Kehrtwendung gegenüber der Psychoanalyse, welche die harten Tatsachen allzu gern in die Innerlichkeit abschiebe, um sie dort als ‚Unbewusstes‘ wieder ausgraben zu können.“ Die Betonung des Mediums als Materie spiegelt sich auch im Erscheinungsbild des Buches: Stellen aus der Hypnerotomachia zitiert Schmeiser nicht auf übliche Weise, sondern baut sie faksimiliert in seinen Text ein.
In seinem jüngsten Buch, EUROPA. Das Reich des Lesens (2023), nutzt Schmeiser diesen Ansatz für eine Neubestimmung der Genese der europäischen Kultur. Das Werk dreht sich um die These: „Die Besonderheit Europas hat ihren Grund in einem besonderen Umgang mit Schrift, und dieser rührt daher, dass an einem Punkt der europäischen Vorgeschichte die Nutzung einer bestimmten Schrift unkontrollierbar wurde.“ Ausgangspunkt ist die Einführung einer neuen Praxis des Schriftumgangs auf der Basis der karolingischen Minuskel. „In Siebenmeilenstiefeln verfolgt Schmeiser [die] Kulturgeschichte des Lesens von den Klosterreformen der Karolinger bis zur Verankerung des Rechts auf Bildung in der Erklärung der Menschen- und Bürgerrechte im Zuge der Französischen Revolution.“ Damit beteilige er sich „an der Rekonstruktion der Vorgeschichte des ‚europäischen Heldenepos vom modernen Menschen‘“.
Publiziert wurde dieses Buch im Selbstverlag, da mittlerweile, wie der Autor schreibt, Privatlektüre in Wissenschaftsverlagen „als Faktor wissenschaftlichen Publizierens irrelevant“ geworden sei und damit „die über Jahrhunderte durchlässig gewordenen diskursiven Grenzen wieder dicht gemacht“ würden.
Einen der frühesten publizierten Texte Schmeisers, Das Gedächtnis des Bodens (1987), verwendete Elfriede Jelinek für ihr Drama Wolken. Heim (1988).

## Schriften (Bücher)
- Blickwechsel. Descartes – Lacan – Foucault – Velázquez. Wien: Sonderzahl, 1991, ISBN 3-85449-029-1.
- Um Newton. Zur Rekonstruktion eines diskursiven Ereignisses. Wien: Sonderzahl, 1999, ISBN 978-3-85449-148-4.
- Vom Frieden. Texte aus drei Jahrtausenden europäischer Geistesgeschichte. Münster:  agenda, 2000, ISBN 3-89688-068-3.
- Allgemeine Theorie der Mitteilung. Frankfurt am Main: Peter Lang, 2001, ISBN 3-631-37346-5.
- Die Erfindung der Zentralperspektive und die Entstehung der neuzeitlichen Wissenschaft. München: Wilhelm Fink, 2002, ISBN 978-3-7705-3682-5.
- Das Werk des Druckers. Untersuchungen zum Buch Hypnerotomachia Poliphili. Maria Enzersdorf: Edition Roesner, 2003, ISBN 978-3-902300-10-2.
- EUROPA. Das Reich des Lesens. Selbstverlag, 2023, ISBN 978-3-7575-8345-3.